# La solitudine dei numeri primi (film)
La solitudine dei numeri primi è un film del 2010 diretto da Saverio Costanzo tratto dall'omonimo romanzo di Paolo Giordano. Il film segna il debutto come attrice di Aurora Ruffino e come attore di Luca Marinelli.

## Trama
Mattia e Alice, coetanei torinesi: entrambi hanno un'infanzia difficile alle spalle, segnata dalla solitudine e dall'incomunicabilità.
Alice, costretta a praticare sci dal padre che ne vuole fare una campionessa, si ferisce gravemente per una caduta e rimane zoppa; ha un rapporto conflittuale con il cibo che rasenta l'anoressia ed è derisa dalle compagne, umiliata e mortificata dalle prepotenze commesse dalla cricca di Viola. Alice finisce per guardarla come un modello e un riferimento fino a diventarne amica. Mattia, invece, custodisce un segreto che rivelerà solo ad Alice: ha sulla coscienza la scomparsa della gemellina Michela, autistica, mai più trovata, che aveva lasciato su una panchina per andare a una festa di compleanno di un suo amico. Con il tempo ha sviluppato sempre più il suo talento per la matematica, ma anche pericolose tendenze autolesionistiche. Al liceo conosce Denis, che diventa il suo migliore amico.
Proprio negli anni del liceo Mattia e Alice si conoscono, finiscono per trovarsi, quasi per completarsi in un'amicizia taciturna ma sincera. Mattia vede il rapporto che lo lega con Alice come quello che lega i numeri primi, quei numeri che in matematica sono divisibili solo per uno e per sé stessi.
Mattia intanto si è laureato brillantemente in matematica, mentre Alice abbandona gli studi per dedicarsi alla sua passione per la fotografia. Le condizioni di salute della madre della ragazza però si aggravano, al punto da richiederne il ricovero in ospedale. Quando va al matrimonio di Viola per fare le foto Alice conosce Fabio, un affascinante medico.
L'irruzione di Fabio nella vita di Alice e una borsa di studio offerta a Mattia in una prestigiosa università tedesca porteranno, a causa dell'incapacità di parlarsi e di comunicarsi i propri reciproci sentimenti, i due giovani a perdersi.
A ridosso dei trent'anni li ritroviamo più soli e disillusi di prima: il matrimonio di Alice è già naufragato, Mattia ottiene prestigiosi riconoscimenti ma si sente sempre solo. Il miraggio di Michela, che Alice crede di avere intravisto al mercato, la induce a cercarlo, mandandogli una foto e una richiesta d'incontro in Germania, dove Mattia risiede ormai da sette anni.
Egli corre subito da lei, entrambi vengono avvolti da mille emozioni nel vedersi, ma non riescono a spiegare ciò che provano. Di mattina Alice non trova più Mattia nel suo appartamento: scende nel parco sotto casa e lo trova sulla panchina dove tanti anni prima egli aveva ordinato alla sorellina di fermarsi attendendolo. Con titubanza avvicina la mano alla sua testa, lo accarezza e si china a baciarlo.

## Produzione
Il film è prodotto dalla Wildside, neonata casa di produzione che vede tra i soci Mario Gianani, Lorenzo Mieli, Fausto Brizzi, Marco Martani e lo stesso Costanzo ed è stato girato tra Torino e Sestriere.

## Distribuzione
Il film è stato presentato in concorso al 67ª Mostra internazionale d'arte cinematografica di Venezia e distribuito nelle sale cinematografiche il 10 settembre 2010, incassando complessivamente 3422115 €.

## Riconoscimenti
- 2011 - David di Donatello
  - Candidatura Miglior regista a Saverio Costanzo
  - Candidatura Migliore attrice protagonista a Alba Rohrwacher
  - Candidatura Migliore fotografia a Fabio Cianchetti
- 2011 - Nastro d'argento[2]
  - Migliore attrice protagonista a Alba Rohrwacher
  - Candidatura Regista del miglior film a Saverio Costanzo
  - Candidatura Miglior fotografia a Fabio Cianchetti
  - Candidatura Miglior scenografia a Antonello Geleng e Marina Pinzuti
  - Candidatura Miglior montaggio a Francesca Calvelli

- 2011 - Globo d'oro
  - Miglior fotografia a Fabio Cianchetti
  - Candidatura Miglior regista a Saverio Costanzo
  - Candidatura Miglior attrice a Alba Rohrwacher
  - Candidatura Miglior sceneggiatura a Saverio Costanzo
- 2010 - Mostra internazionale d'arte cinematografica di Venezia
  - Premio Pasinetti a Alba Rohrwacher
  - Candidatura Leone d'oro a Saverio Costanzo
- 2011 - Ciak d'oro
  - Migliore attrice protagonista a Alba Rohrwacher[3]